# غريزغورز بونين
غريزغورز بونين (بالبولندية: Grzegorz Bonin)‏ هو لاعب كرة قدم بولندي، ولد في 2 ديسمبر 1983 في Gniew ‏ في بولندا. شارك مع منتخب بولندا لكرة القدم. أما مع النوادي، فقد لعب مع بوغون شتشين وبولونيا وارسو وغورنيك زابجه وغورنيك وانشنا وكورونا كييلتسى ونادي ال كي اس ودز.

## وصلات خارجية
- غريزغورز بونين على موقع قاعدة بيانات كرة القدم.إي يو (الإنجليزية)
- غريزغورز بونين على موقع ناشيونال فوتبول تيمز (الإنجليزية)
- غريزغورز بونين على موقع Soccerway.com (الإنجليزية)